# Ърни Хъдсън
Ърнест Лий „Ърни“ Хъдсън старши (на английски: Ernest Lee "Ernie" Hudson Sr.) е американски актьор. Най-известен е с ролята си на Уинстън Зедмор във филма „Ловци на духове“ от 1984 г. Хъдсън играе Лео Глин в сериала на HBO „Оз“ (1997–2003).

## Личен живот
Роден е на 17 декември 1945 г.
През 1963 г. Хъдсън се жени за Джийни Мур, когато той е на 18, а тя – на 16. Семейството има 2 синове. Хъдсън се развежда с Мур през 1976 г., а през 1985 г. сключва брак с Линда Кингсбърг, с която също има двама синове.